# Національна метрологічна служба
Національна метрологічна служба — мережа структурних підрозділів центральних органів виконавчої влади, підприємств, установ та організацій, діяльність якої спрямована на забезпечення єдності вимірювань у державі.
Національна метрологічна служба є організаційною основою метрологічної системи України.

## Структура національної метрологічної служби
До національної метрологічної служби належать:
1) центральний орган виконавчої влади, що забезпечує формування державної політики у сфері метрології та метрологічної діяльності — Міністерство економіки України;
2) центральний орган виконавчої влади, що реалізує державну політику у сфері метрології та метрологічної діяльності — Міністерство економіки України;
3) центральний орган виконавчої влади, що реалізує державну політику у сфері метрологічного нагляду — Державна служба України з питань безпечності харчових продуктів та захисту споживачів;
4) наукові метрологічні центри;
5) державні підприємства, які належать до сфери управління центрального органу виконавчої влади, що реалізує державну політику у сфері метрології та метрологічної діяльності, та провадять метрологічну діяльність в Автономній Республіці Крим, областях, містах Києві та Севастополі, містах обласного значення (далі — метрологічні центри);
6) Служба єдиного часу і еталонних частот, Служба стандартних зразків складу та властивостей речовин і матеріалів, Служба стандартних довідкових даних про фізичні сталі та властивості речовин і матеріалів;
7) метрологічні служби центральних органів виконавчої влади, інших державних органів, підприємств та організацій;
8) органи з оцінки відповідності засобів вимірювальної техніки та повірочні лабораторії.